# Booth
Booth je priimek več znanih oseb:
- Edward Borgfeldt Booth (1898—1918), kanadski letalski as
- Edwin Booth (1833—1893), ameriški igralec
- Eric Leslie Booth (1906—1944; kanadski general
- James Booth (1927—2005), ameriški igralec
- John Wilkes Booth (1838—1865), ameriški igralec, atentator na Abrahama Lincolna
- Junius Brutus Booth (1796—1852), angleško-ameriški igralec
- Mitch Booth (*1963), avstralski jadralec
- Philip Booth (*1954), ameriški pesnik
- Shirley Booth (1898—1992), ameriška igralka
- William Booth (1829—1912),britanski metodistični pridigar, ustanovitelj Vojske odrešitve
- Wayne Booth (1921—2005), ameriški literarni kritik